# رينكون (لاعب كرة قدم)
رينكون (بالبرتغالية: Rincón‏) (31 مايو 1987 في البرازيل - ) هو لاعب كرة قدم برازيلي في مركز الظهير. لعب مع إنتر ميلان وكييفو فيرونا ونادي أنكونا ونادي إمبولي ونادي بياتشينزا ونادي تروا ونادي غروسيتو.

## وصلات خارجية
- رينكيون على موقع قاعدة بيانات كرة القدم.إي يو (الإنجليزية)
- رينكيون على موقع Soccerway.com (الإنجليزية)
- رينكيون على موقع عالم كرة القدم.نت (الإنجليزية)
- رينكيون على موقع AS.com (الإسبانية)
- رينكيون على موقع GSA (الإنجليزية)